# Kovács Piroska
Kovács Piroska (Máréfalva, 1932. június 28. – Székelyszentlélek, 2016. október 13.) tanár, néprajzi gyűjtő. A máréfalvi faragott kapuk megőrzéséért végzett munkáját 2012-ben Europa Nostra kulturális örökségvédelmi nagydíjjal jutalmazták.

## Élete
1932. június 28-án, gazdálkodó családban született Máréfalván. Székelyudvarhelyen végezte el a tanítóképzőt, majd a marosvásárhelyi főiskolán magyar–román szakos tanári képesítést szerzett. 1951-ben Szentegyházán lett pedagógus, ahová leendő férjét, a Bolyai Tudományegyetemen magyar irodalom szakos tanári diplomát szerző Kovács Mihályt is helyezték. 1952-ben házasodtak össze. Tíz évig tanítottak a településen, majd hazaköltöztek Máréfalvára. Előbb a szomszédos Fenyéden kaptak állást, majd férje Székelyudvarhelyen lett tanfelügyelő, ő pedig a máréfalvi iskolában tanított, később igazgató is lett.
2016. október 13-án hunyt el, amikor egy székelyszentléleki székelykapu-avató ünnepségen mondott beszéde után a mikrofontól hátralépve összeesett. Október 15-én temették el a máréfalvi katolikus temetőben.

## Munkássága

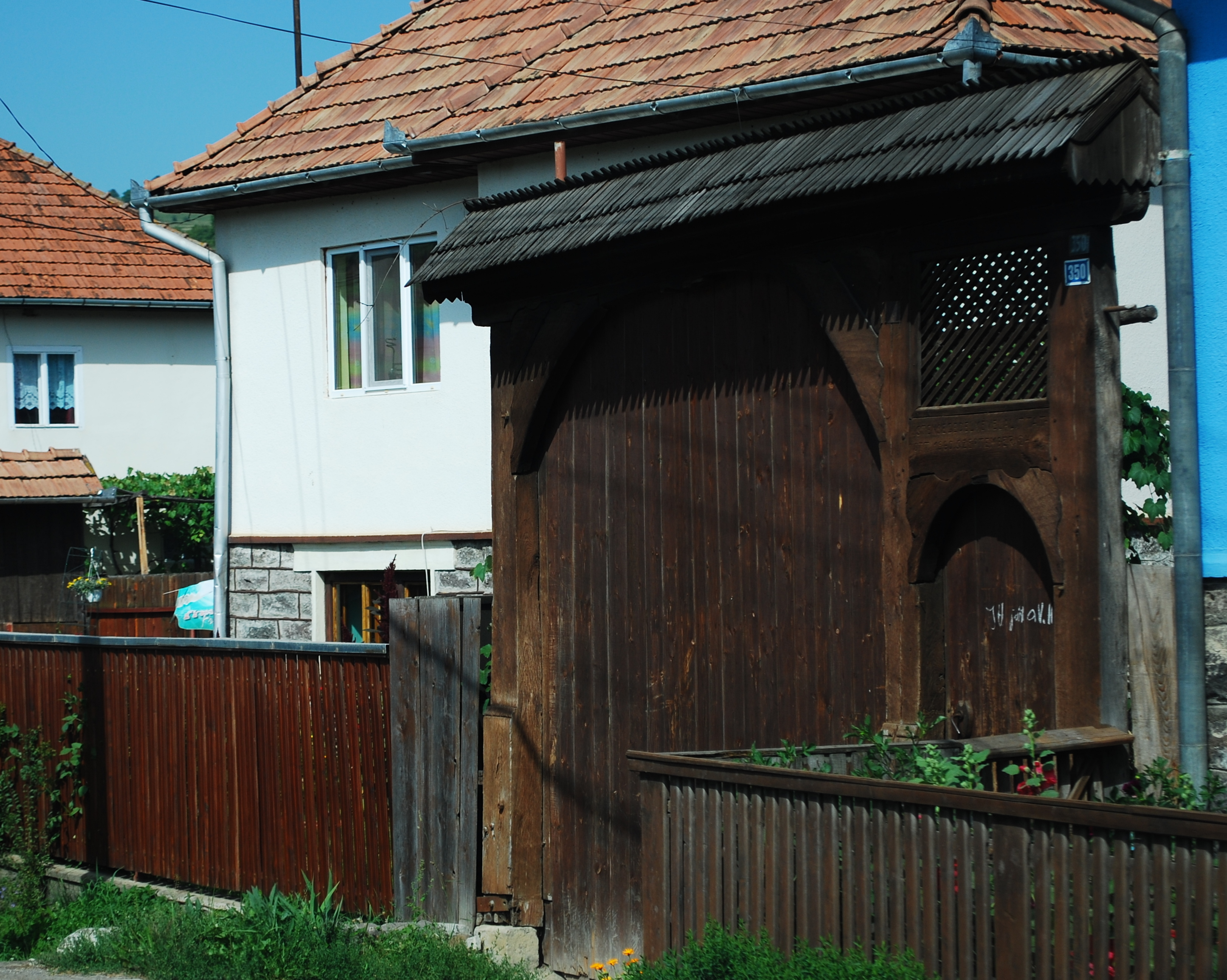
Egy máréfalvi székelykapu

Szülőfalujába tanítóként visszatérve tevékenyen részt vállalt a közművelődési élet szervezésében.
Férjével részt vettek a szejkefürdői szabadtéri kapumúzeum létrehozásában, ahová összegyűjtötték a környék valamilyen ok miatt pusztulásra ítélt székelykapuit. Székelyudvarhely vezetősége a munka szervezésével férjét bízta meg. 1973-ban elsőnek Orbán Balázs 1888-ban készült kapuját állították az író sírja elé, és kisebb-nagyobb szünetekkel napjainkig 15, Udvarhely vidékéről begyűjtött 100–200 éves székely kaput helyeztek el a szabadtéri múzeumban.
Már az 1970-es években gyűjteni kezdte faluja és a környék néprajzi hagyományait, értékeit, és kiadványaiban közzétette ismereteit. Több kezdeményezés fűződik nevéhez, melyekkel fellendítette Máréfalva közösségi életét. Rajzolni kezdte Máréfalva székely kapuinak mintáit, motívumait. Az ezredfordulón megváltozó falukép miatt veszélybe kerültek a faragott kapuk, így indokolt volt a 100-150 éves faragott kapuk számbavétele, az átfogó gyűjtőmunka elvégzése. A korábbi anyagot feldolgozta, rendszerezte, a Kriza János Néprajzi Társaság 1998-as gyűjtőpályázatán kéziratát első díjjal jutalmazták. 2000-ben Székelykapuk Máréfalván címmel jelent meg kötete, melynek előszavában Gazda Klára néprajzkutató értékelte Kovács Piroska teljesítményét. Több írásában foglalkozott a kapuk történetével, illetve multimédiás kiadványban kapukatasztert is megjelentetett.
Alapító elnökként tevékenyen részt vett az 1993-ban megalapított Kőlik Hagyományőrző Művelődési Egyesület munkájában, melynek célja Máréfalva népi kultúrájának megismertetése, hagyományainak megőrzése, programok szervezése.
2001-től javaslatára kétévente kerül megrendezésre a Székely Kapuk Napja. Ezen a szakmai rendezvényen néprajzi tanácskozásokra kerül sor, ahol a szakemberek mellett számos érdeklődő vesz részt.
2004-ben avatták fel Máréfalván azt a tájházat, melynek gyűjteményét még iskolaigazgatóként alapozta meg. Tanítványai segítségével olyan tárgyakat gyűjtött össze, amelyeket gazdáik már nem használtak, majd ezeket az 1989-es rendszerváltás után megvásárolt parasztházban helyezték el és állították ki. A tájházban tartják az évente sorra kerülő, fiataloknak megszervezett kapufaragó tábort is.
Ezek mellett jelentős szerepe volt szülőfaluja művelődési házának átépítésében, a Balázs Imre Képzőművészeti Galéria létrehozásában, kapufaragó táborok és különböző tanfolyamok szervezésében, illetve több máréfalvi kapu védetté nyilvánításában is. Máréfalván nem csupán helyi védettséggel láttak el régebbi kapukat, hanem Kovács Piroska kezdeményezésére összesen 11 kaput műemlékké nyilvánítottak.
Munkásságát számos díjjal ismerték el, és nemzetközi hírnévre is szert tett, amikor az Europa Nostra szervezet 2012-ben kulturális örökségvédelmi nagydíjat adományozott tevékenységéért.

## Elismerései
- Máréfalváért-díj (2000)
- Vámszer Géza-díj (2001)
- Udvarhelyszék kultúrájáért-díj (2003)
- Hargita Megye Tanácsának Életmű-díja (2011)
- Europa Nostra-díj (2012)
- KJNT Életmű-díj (2013)

## Jelentősebb publikációi
- A máréfalvi iskola 210 éve (1786-1996). Infopress Nyomda, 1996.
- Fába rótt oklevelek. Műemlék kapuk Máréfalván. Csíkszereda, 2001.
- Háborús hőseink emlékére. Kőlik Hagyományőrző Egyesület, 1997.
- Székelykapuk Máréfalván. Mentor Kiadó, Marosvásárhely, 2000.
- Orbán Balázs kapui, Székelyudvarhely-Máréfalva. Kőlik Hagyományőrző Egyesület – Haáz Rezső Alapítvány, Székelyudvarhely, 2003.
- Örökségünk: a székelykapu. Erdélyi Gondolat Könyvkiadó, Székelyudvarhely, 2003.
- Elődeink hagyatéka. Udvarhelyszéki öreg székelykapuk katasztere, 2001-2006. CD, Hargita Megye Tanácsa – Hargita Megyei Kulturális Központ, 2007.
- "Orczád verítékével..." Máréfalva a történelem sodrában. Hargita Megyei Hagyományőrzési Forrásközpont – Udvarhelyszék Kulturális Egyesület, Székelyudvarhely, 2008.
- Tájházfüzet 1. Nagyapáink, nagyanyáink mindennapi ruházata. Székelyudvarhely, 2009.
- Tájházfüzet 2. Virágos kenderem kiázott a tóban. Székelyudvarhely, 2010.